# Немецкая оккупация Харькова
Немецкая оккупация Харькова — оккупация Харькова армией Нацистской Германии во время Великой Отечественной войны, начавшаяся 24 октября 1941 года и продлившаяся с перерывами до дня освобождения города 23 августа 1943 года.

## Захват Харькова немцами
После Киевской битвы главные военные события на южном участке советско-немецкого фронта развернулись в харьковском направлении. Немцы бросили против защитников города свою 6-ю армию во главе с генералом-фельдмаршалом Вальтером фон Рейхенау. Этим войскам противостояли ослабленные предыдущими боями части 38-й армии, которыми командовал генерал-майор В. В. Цыганов. Эти части граничили на севере с подразделениями 5-го кавалерийского корпуса, а на юге — с 6-й армией генерала Р. Я. Малиновского.
Несмотря на упорное сопротивление советских частей и ожесточённые бои в центре и отдельных районах, 24-25 октября 1941 года город был захвачен немецкими войсками (окончательно оставлен РККА в 22:30 25 октября).
55-й армейский корпус под командованием генерала Эрвина Фирова, который находился на правом фланге немецкой 6А, охватил Харьков с обеих сторон и заставил советские войска покинуть город.
На северных окраинах Харькова и далее до Дергачей действовала 239-я немецкая пехотная дивизия 17-го армейского корпуса. Однако основной вклад в победу сделала 57-я пехотная дивизия под руководством генерала Достлера. 25 октября командующий 55-м армейским корпусом генерал Фиров издал приказ № 17:

Солдаты! Харьков, третий индустриальный город России, взят. Этот гордый успех достигнут благодаря вашей отваге… Солдаты, мы гордимся Вами. Только последующая история сможет полностью отдать должное Вашей славе. Вы можете быть гордыми, что сделали большой шаг на пути к окончательной победе. Вперёд, к победе!

По утверждению Т. Снайдера, после опытов во время Великого террора, в Харькове, как и везде в довоенном СССР, прибывающих немцев встречали хлебом-солью.

## Система оккупационной власти в городе

### Система власти в городе с 24 октября 1941 г. по 9 февраля 1942 г.
Особую жестокость оккупантов определила среди других факторов система местной власти, организованная в Харькове. В отличие от других захваченных украинских городов, где власть была передана гражданским органам, в прифронтовом Харькове для управления захваченной территорией создавались специальные органы военного управления. В руках боевых частей был полный контроль над городом. Организация военного управления совершалась на основе общих принципов и приобретённого во время войны опыта. Ещё накануне захвата города был издан приказ о создании городской комендатуры во главе с генералом Эрвином Фировом. Он и стал первым комендантом города, пробыв на этой должности до 3 декабря 1941 года. Основным заданием городской комендатуры Харькова, в соответствии с директивой командования, стало решение всех военных вопросов, касающихся города. Она также должна была отдавать приказы и распоряжения местному украинскому управлению и контролировать их исполнение. Непосредственные функции комендатуры были возложены 55-го армейского корпуса, который возглавлял подполковник Вагнер. В состав штаба входило несколько отделений, между которыми были распределены функции городской комендатуры:
- Отдел Ia во главе с майором Вернером отвечал за использование оккупационных войск с целью охраны важных военных и гражданских объектов в городе.
- Отдел Ic во главе с капитаном Виталом должен был заниматься службой безопасности и полицией в борьбе с террористическими актами, саботажем и шпионажем.
- Отдел IIb под руководством капитана Кинкевея занимался обустройством военнопленных и организацией концентрационных лагерей в городе.
- Широкий спектр задач также решал отдел квартирмейстера, который управлял и направлял работу фельд- и ортскомендатур, деятельность гражданских учреждений (украинского городского управления, Красного Креста, украинской вспомогательной полиции).
- Отдел III занимался вопросами военной подсудности и экзекуций.
- Отдел IVa ведал вопросами продовольственных поставок.
- Отдел IVb занимался санитарно-медицинскими вопросами.
- Отдел IVc отвечал за ветеринарные вопросы.

Штаб 55-го армейского корпуса исполнял функции городской комендатуры до 3 декабря 1941 г, когда военные действия всё ещё проходили неподалёку от города. Однако с постепенным отдалением линии фронта, а главное — образованием тылового района 6А под номером 585 — город был передан в ведение штаба коменданта тылового армейского района генерал-лейтенанта фон Путткамера. Таким образом, теперь, на протяжении 6 недель, с 3 декабря 1941 г по 9 февраля 1942 г комендант тылового армейского района был одновременно комендантом города. Кроме генерала фон Путткамера, эту должность занимали:
- генерал Достлер (06.12.1941 — 13.12.1941);
- полковник Кельтч (08.01.1942 — 07.02.1942);
- генерал Гартлиб (07.02.1942 — 09.02.1942).

В целях разгрузки командных учреждений 6А и 55-го армейского корпуса, боевых дивизий в осуществлении ими охранных функций в Харькове ещё в начале оккупации были внедрены фельдкомендатура 787, которая располагалась по улице Сумской, 54, а также три орткомендатуры — «Норд» (ул. Сумская, 76), «Зюйд» (пл. Фейербаха, 12), «Вест» (ул. Тюремная, 24). Позднее была создана орткомендатура «Новая Бавария».
Обязанности фельдкомендатуры были определены в приказе командования 55-го армейского корпуса ещё 23 октября 1941 г. Среди основных заданий, возлагаемых на комендатуру, отметим следующие:
- как можно скорейшее усмирение города с помощью войск 55-го корпуса;
- немедленное создание и охрана городской управы во главе с бургомистром;
- создание украинской вспомогательной полиции;
- поддержание порядка в городе;
- организация квартирного фонда для офицеров и солдат немецкой армии;
- опека над социально-культурными учреждениями для немецких воинов (солдатские дома, кинотеатры, театры, бани, прачечные и т. п.);
- введение в действие предприятий с целью обеспечения немецких нужд;
- поддержание хорошего состояния дорог и регулирования движения;
- создание и надсмотр над концентрационными лагерями;
- воздушная и противопожарная безопасность.

### Новый этап развития военного управления (с 9 февраля 1942 г.)
Новый этап развития военного управления в Харькове начался 9 февраля 1942 г., когда власть в городе взяла на себя фельдкомендатура 787, преобразованная через соответствующее кадровое усиление на штандорткомендатуру. А 28 февраля из Харькова в Богодухов отправился и штаб тылового армейского района 585. По причине особенного значения Харькова город был передан непосредственно командующему тыловым районом группы армий «B». Комендантами города в феврале — апреле 1942 г. были последовательно полковники Ланденбах и Лёвених. 20 апреля комендантом Харькова стал генерал-лейтенант Шмидт-Логан, который занимал данную должность до средины октября 1942 г.

В новых условиях, когда Харьковщина была полностью оккупирована, а фронт ушёл далеко на восток, три гарнизонные комендатуры города были переподчинены 213-й охранной дивизии, а она, в свою очередь, перевела орткомендатуру «Север» в Дергачи, «Юг» — в Готню, «Запад» — в Чугуев. За пределы города также был выведен 2-й батальон 610-го пехотного запасного полка для охраны железных дорог, шоссе. При таких условиях, по мнению коменданта Харькова, было невозможно с помощью одной штадткомендатуры исполнять возложенные на него задачи. По этой причине он направил письма командованию 6А, группы армий «B», а также высшему командованию сухопутных войск, настаивая на возвращении в Харьков трёх гарнизонных комендатур, а также 1-го и 2-го батальонов 610-го пехотного полка. Только при этом условии, отмечал комендант, стало бы возможным оперативно управлять городом и быстро примирять его.

### Украинскаявспомогательная полиция
Общеполицейские функции в городе должна была выполнять полиция порядка, которая состояла, в соответствии с указом от 26 июня 1936 г., из шуцполиции, жандармерии, полиции пожарной охраны и некоторых других подразделений. Она исполняла различные задания от патрульной службы на местах до полного, часто многонедельного, использования на фронте с составе вермахта при особенно критических обстоятельствах. Её главное задание состояло в обеспечении безопасности занятых районов. Однако даже значительных немецких сил было явно мало для наведения порядка в Харькове. Поэтому новая власть привлекала к службе в полиции местное население.

На Украине уже с первых дней оккупации началось создание украинской милиции, которая со временем становилась всё более неподконтрольной немецкой оккупационной власти и занималась вопросами построения украинской государственности и местного самоуправления. Однако такое течение событий не устраивало оккупационную власть. Учитывая большую потребность в специальных полицейских силах и неприемлемость существования малоконтролируемой местной милиции, рейхсфюрер СС и шеф немецкой полиции Гиммлер издал 6 ноября 1941 г. указ о создании специальных полицейских сил из местного населения, или приказ о так называемом «шуцманшафте». Исполняя директиву Гиммлера, на Украине 18 ноября 1941 г. был издан указ о «роспуске неподконтрольной украинской милиции» и организации «шуцманшафта». В приказе речь шла о необходимости привлечения в «шуцманшафт» лучших представителей украинской милиции и о обезоруживании и ликвидации оставшейся части украинской милиции. Наряду с созданием общих полицейских сил в этом наказ речь шла и о необходимости набора из среды украинской милиции людей для вспомогательной полиции, которая бы находилась в распоряжении вермахта и охраняла военнопленных и регулировала движение транспорта.

В Харькове вспомогательная полиция (Hilfspolizei — хильфсполиция) стала создаваться вскоре после начала оккупации города и возложении заданий наведения порядка в городе на фельдкомендатуру 787. Командование 55-го армейского корпуса в специальном «Положении о службе порядка в Харькове» возложило на неё задачу создания вспомогательной полиции. Был установлен верхний предел количества хильфсполицаев в 1000 человек. Вооружением вспомогательной полиции должны были быть дубинки, штыки и другое холодное оружие. Огнестрельное оружие вспомогательной полиции было запрещено. Начальником вспомогательной полиции должен был быть безупречный, верный, надёжный, энергичный украинец. Таким был признан Б. Конык, который прибыл в Харьков с Западной Украины и был членом ОУН (м). В декабре 1941 г. он начал формирование украинской полиции. Вскоре её первые подразделения были размещены на улице Епархиальной и в переулке Короленко. Полиция была организована по районам, и уже к лету 1942 г. в Харькове был 21 полицейский участок. Они подчинялись непосредственно штабу городской полиции, который изначально находился на улице Короленко, 4, а с января 1942 г. — в помещении гестапо по улице Сумской, 100. Среди командного состава полиции было немало украинских националистов — выходцев с Западной Украины, а рядовой состав набирался из военнопленных красноармейцев и местной украинской молодёжи. Военное обучение проводили немецкие военные инструкторы и лично Б. Конык. Он же заботился и о политико-воспитательной работе, проводил политические беседы, часто в националистическом духе. В конце 1941 — в начале 1942 г. Б. Конык организовал несколько демонстративных прохождений полицейских отрядов с оркестром, исполнением украинских песен и гимна «Ще не вмерла Україна».

Такие действия Б. Коныка не всегда устраивали немцев, даже несмотря на то, что он демонстрировал преданность новой власти. К тому же в составе украинской полиции были выявлены советские агенты. В конце 1941 г. были арестованы три украинских полицая, которые якобы подталкивали к дезертирству 34 своих сослуживцев. По свидетельствам немецких агентов в полиции, арестованные работали на советскую разведку и перед ними ставились задачи по установлению мест размещения и силы немецких войск. Таким образом, Б. Конык был отстранён от управления харьковской полицией и весной 1942 г. спешно покинул Харьков. Вместо него начальником харьковской милиции был назначен бывший полковник петлюровской армии Минжулинский. На этой должности он находится менее чем полгода. Затем был арестован и вывезен в Германию. Сформированные полицейские подразделения Харькова были переброшены в мае 1942 г. в направлении Изюм — Красноград для ликвидации прорыва Красной армии, а впоследствии переведены в направлении Сталинграда. Летом 1942 г. формирование украинских полицейских батальонов было прекращено из-за большого влияния в них украинских националистов и неполную подконтрольность.

До лета 1942 г. использование местного населения с полицейской целью было упорядочено. Вспомогательные полицейские силы из состава местного населения в тылу группы армий «Юг» были поделены на такие подразделения:
- вспомогательную караульную полицейскую службу — хильфсвахманшафтен (Hilfswachmannschaften) — «хива»;
- вспомогательную полицию — хильфсполицай (Hilfspolizei) — «хипо»;
- охранную полицию высших начальников СС и полиции — шуцманшафт (Schutzmannschaft).

### Украинское гражданское управление
- Свидетельство об окончании начальной школы № 13 за 54 дня до освобождения города, 1943
- Герб оккупированного города в 1943 году

## Советское движение сопротивления
В соответствии с традиционной схемой в начале войны партия разработала развёрнутую программу всенародной борьбы в тылу врага. Её основой стала речь Сталина 3 июля 1941 г. и постановление ЦК ВКП(б) от 18.07.1941 «Об организации борьбы в тылу немецких войск». Соответственно, Харьковский обком партии развернул работу по подготовке коммунистов и комсомольцев к подпольной работе в тылу врага. Для руководства всей подпольной работой в области был утверждён и сформирован состав подпольного обкома КП(б)У:
- секретарь подпольного обкома И. И. Бакулин;
- член обкома, руководитель Богодуховского куста районов (Новая Водолага, Валки, Золочев, Липцы, Дергачи, Краснокутск, Богодухов, Коломак) Д. С. Ермолаев — до войны первый секретарь Валковского райкома партии;
- руководитель Петровского куста районов (Боровая, Петровск, Барвенково, Изюм, Близнюки, Савинцы, Лозовая), член обкома А. О. Моспанов — до войны первый секретарь Сахновщинского райкома;
- руководитель Купянского куста районов (Волчанск, Великий Бурлук, Старый Салтов, Чугуев, Ольховатка, Печенеги, Купянск, Шевченково, Двуречная), член обкома И. Х. Палилов — до войны первый секретарь Двуречанского райкома;
- руководитель Змиевского куста районов (Сахновщина, Староверовка, Змиёв, Зачепиловка, Балаклея, Алексеевка, Красноград, Кегичёвка), член обкома И. О. Корзин — до войны первый секретарь Старосалтовского райкома.

## Деятельность Организации украинских националистов в Харькове
Несмотря на все зверства гитлеровцев, в Харькове, как и в других городах, были силы, поддерживавшие оккупантов. В первую очередь к их числу относилась Организация украинских националистов. Своей главной целью данная организация провозгласила создание независимого украинского государства. Для достижения этой цели оуновцы пошли на сотрудничество с оккупационным режимом. По этой причине в Харькове была создана украинская вспомогательная полиция, поддерживавшая действия немцев. В декабре 1941 г. украинская полиция смогла организовать несколько маршей по городу с оркестром и исполнением националистических песен. Однако широкой социальной базы оуновцы в Харькове так и не нашли. Более того, впоследствии большинство членов ОУН в Харькове были репрессированы оккупационной властью.
Известно лишь о нескольких вооружённых стычках с оккупантами в Харьковской области, которые осуществили украинские националисты. Так в ночь на 17 октября 1942 сотрудникам СД удалось обнаружить подпольную типографию ОУН-Б в Харькове. В ходе штурма здания возникла жестокая перестрелка, которая закончилась арестом 11 бандеровцев. Нацистами было конфисковано много пропагандистских материалов и 14 ящиков с матрицами.

## Жестокое обращение оккупантов с местным населением

### Массовое уничтожение людей в первые дни оккупации
Создание столь сложной структуры органов управления было направлено, прежде всего, на деморализацию местного населения. С этой целью уже с первых дней оккупации стали проводить публичные повешения настоящих или вымышленных участников советского движения сопротивления. Военное командование города собирало население на центральной площади города, после чего вешало обречённых на казнь на балконе дома областного комитета партии. Такая ужасная картина вызывала панику среди присутствующих, люди начинали убегать с места казни, начиналась давка, кричали женщины и дети. Но на этом оккупанты не остановились, они постоянно совершенствовали методы уничтожения людей. В январе 1942 г. на улицах Харькова появился специальный автомобиль с герметичным кузовом, предназначавшийся для уничтожения людей — газваген, прозванный в народе «душегубкой». В такой автомобиль загоняли до 50 человек, впоследствии погибавших в жутких мучениях из-за отравления угарным газом.

### Геноцид евреев в Харькове
Как известно, с особой жестокостью гитлеровцы относились к евреям. В Харькове это вылилось в настоящую катастрофу. По данным уже упомянутой обязательной регистрации населения, в специальные «жёлтые» списки было занесено 10271 человек еврейской национальности, среди которых более 75 % составляли женщины, старики и дети. Уже с первых дней оккупации евреи испытывали издевательства и преследования. Определённая часть харьковских евреев в предчувствии трагедии пыталась выдать себя за русских или украинцев, но все эти попытки оккупационная власть беспощадно разоблачала. 14 декабря 1941 г. был издан приказ, в соответствии с которым всё еврейское население города в двухдневный срок должно было переселиться на окраину города, в бараки станкостроительного завода. Неповиновение каралось расстрелом. На протяжении нескольких дней, в лютый мороз, люди шли навстречу своей смерти. В рассчитанные на 70-80 человек бараки загоняли до 800 человек. В созданном гетто евреев морили голодом. Замеченные в малейшем нарушении режима немедленно расстреливались. 26 декабря немцы объявили запись для желающих уехать в Полтаву, Ромны и Кременчуг; при этом не разрешалось брать с собой личные вещи. На следующий день к баракам подъехали закрытые автомашины. Люди, поняв провокацию, отказывались в них садиться, но солдаты силой вывозили их из лагеря. На протяжении нескольких дней часть евреев на этих автомашинах, а часть — пешком доставили в Дробицкий яр, где все они были расстреляны.

Алексей Толстой по этому поводу написал следующие строки:

Немцы начали своё хозяйничанье тем, что в декабре 1941 года убили, свалив в ямы, поголовно всё еврейское население, около 23 — 24 тыс. человек, начиная от грудных младенцев. Я был при раскопках этих ужасающих ям и удостоверяю подлинность убийства, причём оно было произведено с чрезвычайной изощрённостью, чтобы доставить жертвам как можно большие муки.

### Жестокое обращение с военнопленными
С не меньшей грубостью немецкое командование обращалось и с советскими военнопленными, нарушая при этом Женевскую конвенцию о военнопленных, в соответствии с которой воюющие стороны были обязаны придерживаться гуманного отношения к людям, попавшим в плен. Большая трагедия произошла в 1-м армейском сортировочном госпитале по ул. Тринклера, 5. 13 марта 1943 года, после второго захвата Харькова солдаты дивизии СС «Адольф Гитлер» живьём сожгли здесь 300 раненых красноармейцев, которых не успели эвакуировать в советский тыл. А за несколько последующих дней расстреляли остальных раненых, оставшихся в госпитале — всего более 400 человек. Их трупы были закопаны во дворе госпиталя.

### Места массового уничтожения людей
Война принесла боль и слёзы в каждый дом, каждую харьковскую семью. Смерть была лицом войны. Об этом нам и сегодня напоминают более десяти мест массового уничтожения людей. Среди них — Дробицкий Яр, Лесопарк, лагеря военнопленных в Холодногорской тюрьме и районе ХТЗ (уничтоженное еврейское гетто), Салтовский посёлок (место расстрела пациентов Сабуровой дачи), клинический городок областной больницы по ул. Тринклера (место сожжения живьём нескольких сот раненых), места публичных повешений вдоль ул. Сумской и на Благовещенском базаре, двор гостиницы «Интернационал» (Харьков) (место массового расстрела заложников), «газвагены»-душегубки..
Все они стали мемориальными памятниками и напоминают живым о преступлениях оккупантов, трагедии войны.

## Условия жизни простых харьковчан. Вербовка специалистов на работы в Германию
Таким образом, больше всего от немецкой оккупации пострадали простые харьковчане. По данным регистрации населения города, проведённой немцами в декабре 1941 г., 77 % населения Харькова составляли наиболее уязвимые его категории — женщины, дети и старики. Оставшиеся в городе люди жили под постоянной угрозой грабежей, издевательств, насилия со стороны оккупационного режима. Немецкое командование не считало их за людей, население оккупированного города рассматривалось немцами как неисчерпаемый источник принудительного труда, удовлетворения потребностей Германии. Поэтому с конца 1941 г. в Харькове разворачивается кампания по вербовке специалистов на работы в Германию, на стенах домов расклеиваются афиши и плакаты с текстами призывов. Издававшаяся в оккупированном Харькове газета «Нова Україна» была наполнена статьями о «счастливой жизни харьковчан в Германии». В то же время делался акцент на том, что в случае неповиновения привлекать людей к труду в пользу Германии необходимо насильственным путём:

Немецкие вооружённые силы, которые понесли такие большие жертвы ради освобождения Украины, не допустят, чтобы молодые сильные люди слонялись улицами и занимались мелочами. Кто не работает, должен быть принудительно привлечён к труду. Понятно, что тогда его уже не будут спрашивать, какая работа ему нравится.

Из газеты «Нова Україна» от 26 ноября 1942 года.

Однако со временем до горожан стали доходить слухи о том, что уехавших бьют, истязают, что они голодают и «мрут как мухи». Несмотря на необходимость при вербовке набирать здоровых и сильных рабочих, в 1942 г. угоняли людей, несмотря на имевшиеся у них тяжёлые и хронические заболевания. Естественно, в таких условиях личность человека сводилась на нет, он становился винтиком в чётко отлаженной немецкой военной машине.

## Продовольственные проблемы

### Голод
Условия жизни харьковчан в оккупированном городе были чрезвычайно тяжёлыми. Главной проблемой в это время стал страшный голод, возникший по причине полного безразличия городской власти к вопросам поставок продовольствия. Люди ели буквально всё: шелуху картофеля, кормовую свеклу, казеиновый клей, домашних животных.
Известный харьковский художник Симонов рассказывал, что даже были случаи, когда на базаре продавали человеческое мясо, хотя за такие преступления наказывали повешением. От голода и холода в конце ноября 1941 года умер академик архитектуры Алексей Бекетов. Люди начали опухать, большинству из них было трудно даже элементарно передвигаться. Стала обычной картина: сгорбившиеся фигуры харьковчан, запряженные в детские сани, на которых они перевозили умерших родных людей. Во многих случаях не хватало сил похоронить умерших или же это просто было некому делать.
Весной 1942 г. в домах накопилось много трупов. По данным городской санстанции, 54 % умерших в феврале 1942 г. по состоянию на 2 марта не были похоронены. Таких случаев было немало и в дальнейшем. Известен пример, когда умершая от истощения в мае 1942 г. женщина была зарегистрирована только в ноябре. Масштабы голода очень сложно осознать, тем более что на сегодняшний день нет полной статистики.
По данным Харьковской городской управы, в 1942 году от голода умерли 13 139 харьковчан, что составляло более половины всех умерших за этот период.

### Базары в оккупированном Харькове
В условиях оккупации центрами жизни населения Харькова стали 14 рынков — Благовещенский, Конный, Рыбный, Холодногорский, Сумской, Журавлёвский, Павловский и другие. Торговли за деньги здесь поначалу вообще не было, повсюду господствовал бартер: меняли почти всё в самых неожиданных комбинациях. Впоследствии кое-что стало возможно купить и за деньги, но цены на все товары превысили все мыслимые рамки. Наивысшими цены были в январе-феврале 1942 года. В это время килограмм ржаного хлеба стоил 220 руб., пшеницы — 250, картофеля — 100, сахара — 833 руб. И это при том, что средняя зарплата на тот момент составляла 500—600 руб. в месяц — естественно, что при таком положении дел большинство людей не могло приобрести продукты питания на базаре. Денег хватало только на приобретение макухи или семян подсолнечника. Анализ движения базарных цен позволяет определить факторы, влияющие на их динамику. Безусловно, главной причиной скачков цен была ситуация на фронте: наивысшими цены были в январе 1942 г., в начале оккупации города, и в марте 1943 г., когда немцы сумели отбить освобождённый Красной Армией город. Вторая по значимости причина дороговизны товаров — господство спекулянтов на базарах, в особенности на центральных — Сумском и Рыбном. Соответственно, эти базары были самыми дорогими. Самыми дешёвыми были Холодногорский и Конный, что объяснялось прямыми поставками продуктов из села и меньшим влиянием спекулянтов и посредников.
| Динамика базарных цен на сельскохозяйственную продукцию в 1942—1943 гг. | Динамика базарных цен на сельскохозяйственную продукцию в 1942—1943 гг. | Динамика базарных цен на сельскохозяйственную продукцию в 1942—1943 гг. | Динамика базарных цен на сельскохозяйственную продукцию в 1942—1943 гг. | Динамика базарных цен на сельскохозяйственную продукцию в 1942—1943 гг. | Динамика базарных цен на сельскохозяйственную продукцию в 1942—1943 гг. | Динамика базарных цен на сельскохозяйственную продукцию в 1942—1943 гг. | Динамика базарных цен на сельскохозяйственную продукцию в 1942—1943 гг. | Динамика базарных цен на сельскохозяйственную продукцию в 1942—1943 гг. | Динамика базарных цен на сельскохозяйственную продукцию в 1942—1943 гг. | Динамика базарных цен на сельскохозяйственную продукцию в 1942—1943 гг. |                          |
| Название продукта                                                       | Ед. изм.                                                                | 1942 год                                                                | 1942 год                                                                | 1942 год                                                                | 1942 год                                                                | 1942 год                                                                | 1942 год                                                                | 1943 год                                                                | 1943 год                                                                | 1943 год                                                                |                          |
| Название продукта                                                       | Ед. изм.                                                                | 01.01, руб.                                                             | 01.01                                                                   | 01.02                                                                   | 01.05                                                                   | 01.08                                                                   | 01.10                                                                   | 01.01                                                                   | 01.02                                                                   | 02.06                                                                   |                          |
| Название продукта                                                       | Ед. изм.                                                                | 01.01, руб.                                                             | В процентах к 01.01.1942                                                | В процентах к 01.01.1942                                                | В процентах к 01.01.1942                                                | В процентах к 01.01.1942                                                | В процентах к 01.01.1942                                                | В процентах к 01.01.1942                                                | В процентах к 01.01.1942                                                | В процентах к 01.01.1942                                                | В процентах к 01.01.1942 |
| 1. Хлебные                                                              | 1. Хлебные                                                              | 1. Хлебные                                                              | 1. Хлебные                                                              | 1. Хлебные                                                              | 1. Хлебные                                                              | 1. Хлебные                                                              | 1. Хлебные                                                              | 1. Хлебные                                                              | 1. Хлебные                                                              | 1. Хлебные                                                              |                          |
| ----------------------------------------------------------------------- | ----------------------------------------------------------------------- | ----------------------------------------------------------------------- | ----------------------------------------------------------------------- | ----------------------------------------------------------------------- | ----------------------------------------------------------------------- | ----------------------------------------------------------------------- | ----------------------------------------------------------------------- | ----------------------------------------------------------------------- | ----------------------------------------------------------------------- | ----------------------------------------------------------------------- | ------------------------ |
| Рожь                                                                    | кг                                                                      | 133                                                                     | 100                                                                     | 167                                                                     | 83                                                                      | 72                                                                      | 71                                                                      | 68                                                                      | 100                                                                     | 86                                                                      |                          |
| Пшеница                                                                 | кг                                                                      | 143                                                                     | 100                                                                     | 175                                                                     | 80                                                                      | 85                                                                      | 77                                                                      | 73                                                                      | 105                                                                     | 108                                                                     |                          |
| Ячмень                                                                  | кг                                                                      | 125                                                                     | 100                                                                     | 165                                                                     | 86                                                                      | 94                                                                      | 72                                                                      | 60                                                                      | 96                                                                      | 76                                                                      |                          |
| Овёс                                                                    | кг                                                                      | 80                                                                      | 100                                                                     | 187                                                                     | 100                                                                     | 100                                                                     | 94                                                                      | 50                                                                      | 100                                                                     | 62                                                                      |                          |
| Кукуруза                                                                | кг                                                                      | 111                                                                     | 100                                                                     | 200                                                                     | 100                                                                     | 100                                                                     | 72                                                                      | 63                                                                      | 104                                                                     | 86                                                                      |                          |
| Хлеб ржаной                                                             | кг                                                                      | 130                                                                     | 100                                                                     | 169                                                                     | 85                                                                      | 100                                                                     | 65                                                                      | 69                                                                      | 100                                                                     | 88                                                                      |                          |
| Пшено                                                                   | кг                                                                      | 139                                                                     | 100                                                                     | 240                                                                     | 140                                                                     | 132                                                                     | 101                                                                     | 72                                                                      | 115                                                                     | 68                                                                      |                          |
| Горох                                                                   | кг                                                                      | 125                                                                     | 100                                                                     | 200                                                                     | 120                                                                     | 75                                                                      | 68                                                                      | 88                                                                      | -                                                                       | 88                                                                      |                          |
| Фасоль                                                                  | кг                                                                      | -                                                                       | -                                                                       | -                                                                       | -                                                                       | -                                                                       | 100                                                                     | 107                                                                     | 193                                                                     | 167                                                                     |                          |
| 2. Овощи                                                                |                                                                         |                                                                         |                                                                         |                                                                         |                                                                         |                                                                         |                                                                         |                                                                         |                                                                         |                                                                         |                          |
| Картофель                                                               | кг                                                                      | 40                                                                      | 100                                                                     | 250                                                                     | 110                                                                     | 125                                                                     | 100                                                                     | 87                                                                      | 150                                                                     | 88                                                                      |                          |
| Капуста                                                                 | кг                                                                      | -                                                                       | -                                                                       | -                                                                       | -                                                                       | -                                                                       | 214                                                                     | 357                                                                     | 643                                                                     | -                                                                       |                          |
| Лук                                                                     | кг                                                                      | 70                                                                      | 100                                                                     | 143                                                                     | 57                                                                      | 43                                                                      | 50                                                                      | 50                                                                      | 93                                                                      | 150                                                                     |                          |
| Свёкла                                                                  | кг                                                                      | 32                                                                      | 100                                                                     | 250                                                                     | 175                                                                     | 100                                                                     | 62                                                                      | 62                                                                      | 73                                                                      | 62                                                                      |                          |
| Морковь                                                                 | кг                                                                      | -                                                                       | -                                                                       | -                                                                       | -                                                                       | -                                                                       | 150                                                                     | 125                                                                     | 175                                                                     | 135                                                                     |                          |
| 3. Мясные продукты                                                      |                                                                         |                                                                         |                                                                         |                                                                         |                                                                         |                                                                         |                                                                         |                                                                         |                                                                         |                                                                         |                          |
| Говядина                                                                | кг                                                                      | -                                                                       | -                                                                       | -                                                                       | 130                                                                     | 160                                                                     | 120                                                                     | 220                                                                     | 300                                                                     | 350                                                                     |                          |
| Конина                                                                  | кг                                                                      | 80                                                                      | 100                                                                     | 187                                                                     | 94                                                                      | -                                                                       | -                                                                       | -                                                                       | -                                                                       | -                                                                       |                          |
| Курятина                                                                | кг                                                                      | -                                                                       | -                                                                       | -                                                                       | -                                                                       | -                                                                       | 100                                                                     | 113                                                                     | 162                                                                     | 245                                                                     |                          |
| 4. Молочные продукты и жиры                                             |                                                                         |                                                                         |                                                                         |                                                                         |                                                                         |                                                                         |                                                                         |                                                                         |                                                                         |                                                                         |                          |
| Молоко                                                                  | литр                                                                    | 80                                                                      | 100                                                                     | 162                                                                     | 75                                                                      | 50                                                                      | 37                                                                      | 62                                                                      | 81                                                                      | 85                                                                      |                          |
| Сливочное масло                                                         | кг                                                                      | 1700                                                                    | 100                                                                     | 141                                                                     | 50                                                                      | 45                                                                      | 41                                                                      | 47                                                                      | 65                                                                      | 67                                                                      |                          |
| Сало                                                                    | кг                                                                      | 1400                                                                    | 100                                                                     | 143                                                                     | 50                                                                      | 55                                                                      | 57                                                                      | 61                                                                      | 79                                                                      | 81                                                                      |                          |
| Подсолнечное масло                                                      | литр                                                                    | 500                                                                     | 100                                                                     | 160                                                                     | 90                                                                      | 86                                                                      | 90                                                                      | 76                                                                      | 120                                                                     | 92                                                                      |                          |
| Яйца куриные                                                            | дес.                                                                    | -                                                                       | -                                                                       | -                                                                       | 100                                                                     | 115                                                                     | 90                                                                      | 200                                                                     | 240                                                                     | 200                                                                     |                          |
| 5. Бакалея продовольственная                                            |                                                                         |                                                                         |                                                                         |                                                                         |                                                                         |                                                                         |                                                                         |                                                                         |                                                                         |                                                                         |                          |
| Сахар                                                                   | кг                                                                      | 556                                                                     | 100                                                                     | 150                                                                     | 75                                                                      | 110                                                                     | 90                                                                      | 99                                                                      | 99                                                                      | 81                                                                      |                          |
| Соль                                                                    | кг                                                                      | 40                                                                      | 100                                                                     | 150                                                                     | 90                                                                      | 100                                                                     | 100                                                                     | 300                                                                     | 300                                                                     | 250                                                                     |                          |
| Томаты                                                                  | кг                                                                      | 50                                                                      | 100                                                                     | 150                                                                     | 100                                                                     | 100                                                                     | 100                                                                     | 100                                                                     | 100                                                                     | 100                                                                     |                          |

### Мены
Харьковчане не сидели сложа руки, ожидая голодной смерти. Все, кто мог, ездили на село, на так называемые «мены». Горожане несли за город все ценности, которые у них были, надеясь получить за них продовольствие. Например, директор инженерно-экономического института Дубинский сумел выменять за свой пиджак более чем 2 пуда муки, а за пальто сына — 2 пуда пшеницы и 1,5 кг сала. Золотые часы можно было обменять на буханку хлеба. Благодаря «менам» многие харьковчане сохранили свои жизни.

## Немецкие воинские захоронения в саду Шевченко
В центре города, в городском саду Шевченко параллельную Сумской улице аллею от Ветеринарного института (нынешнего Дворца пионеров) до памятника Шевченко немцы превратили в воинское захоронение для высоких военных чинов. (По прусским военным традициям захоронение часто устраивается возле центра города).
В саду были похоронены минимум два немецких генерала: в ноябре 1941 — взорванный в штабе по ул. Дзержинского Ильёй Стариновым из Воронежа командир 68-й пехотной дивизии Георг фон Браун (кузен ракетчика Вернера фон Брауна), надгробие над могилой которого было похоже на мавзолей; и в июле 1943 — командир 6-й танковой дивизии Вальтер фон Хюнерсдорфф, раненый 14 июля под Белгородом во время Курской битвы и умерший после операции в Харькове 19 июля; на его похоронах присутствовал фельдмаршал фон Манштейн.
Немцы собирались устроить на этом месте «пантеон германской военной славы». После окончательного освобождения города, в 1943 году, оккупационное кладбище было уничтожено.

## Переименования улиц, площадей и районов
- Площадь Дзержинского в 1942 — феврале 1943 года называлась «площадью Немецкой армии». С марта по 23 августа 1943 года, с момента повторной оккупации, стала называться «площадью Лейбштандарта СС» по названию вторично захватившей город в третьей битве за Харьков 1-й дивизии Лейбштандарта СС «Адольф Гитлер».

## Освобождение
- Основная статья: Операция «Полководец Румянцев»

641 день длилась оккупация Харькова. Только с четвёртой попытки, 23 августа 1943 года, город был окончательно освобождён.
Харьков был настолько большим по площади и укреплённым оборонительными рубежами, что пять советских армий трёх фронтов — Степного маршала Конева, Воронежского генерала Ватутина и Юго-Западного генерала Малиновского — брали его 17 дней, с 13 по 30 августа.
7 гвардейская танковая армия Михаила Шумилова наступала из района Тракторного завода.
69-я армия Василия Кручёнкина наступала с севера через Черкасскую Лозовую и Лесопарк на Большую Даниловку и Сокольники.
53 армия Ивана Манагарова наступала с северо-запада от Пересечной через реку Уды.
57 армия наступала с востока на Рогань через реку Роганку.
5 гвардейская танковая армия Павла Ротмистрова наступала от села Полевое с юго-запада.
Поддержку наземным войскам и господство в воздухе обеспечивала 5 воздушная армия Сергея Горюнова.
Самой первой освобождённой частью нынешнего Харькова стала Большая Даниловка, частично (поскольку она длинная) освобождённая 69-й армией 12 августа — за 11 дней до освобождения центра.
13 августа 57-я армия освободила Рогань, находившуюся за тогдашней городской чертой, а 7-я гвардейская армия в тот же день частично — изолированный от остального города Орджоникидзевский район (посёлок ХТЗ), взяв станцию Лосево.
15 августа 69-я армия освободила Сокольники, частично заняв взлётную полосу ХАЗа, то есть немецкий военный аэропорт Харьков-Центральный.
Нагорный район, центр, запад и восток города (кроме юго-запада и юго-востока) были освобождёны от немцев 23 августа.
Уникальный факт: оба раза, утром 16 февраля 1943 года и утром 23 августа, первыми освободили сердце Харькова — площадь Дзержинского — воины 183 стрелковой дивизии полковника Василевского. Только в феврале они вошли на площадь со стороны Алексеевки, а в августе — прямо по Сумской.
Символом победы стал красный флаг над Госпромом, водружённый утром 23 августа.
Самыми последними освободили районы Змиевской улицы (29 августа) и отделённый от города рекой Уды изолированный Краснобаварский район (30 августа), то есть юг города. Окончательно угроза контрудара немцев в центр города была ликвидирована 5 сентября, когда советские войска освободили Мерефу.
В боях за город отличились десять дивизий: 28-я гв.сд генерал-майора Чумаева, 89-я гвардейская Белгородская сд полковника Серюгина, 84-я п-ка Буняшина, 116-я ген.-м-ра Макарова, 252-я ген.-м-ра Анисимова и 299-я ген.-м-ра Травникова стрелковые дивизии 53-й армии; 93-я гвардейская ген.-м-ра Тихомирова, 183-я п-ка Василевского и 375-я п-ка Говоруненко стрелковые дивизии 69-й армии; 15-я гвардейская сд ген.-м-ра Василенко 7-й гвардейской армии. Всем этим дивизиям было присвоено почётное наименование «Харьковских».
Страшная картина предстала перед освободителями: в центре не осталось ни одного целого здания; Алексей Толстой, описывая разрушения в Харькове, сравнил город с Римом, разрушенным до основания варварами в V веке. Несмотря на это, с появлением первых воинов-освободителей на улицах города харьковчане стали выходить из своих убежищ. Люди плакали от счастья, обнимали, поздравляли солдат и офицеров, благодарили воинов за избавление от немецкого «нового порядка». Этот день можно с уверенностью назвать самым счастливым днём в жизни 190 тысяч человек (из более чем миллионного в сентябре 1941 года населения города), сумевших пережить оккупацию, вытерпеть все мучения и дождаться момента освобождения.

### Деньги на Победу
25 августа, через день после освобождения города, на приём к заведующему военным отделом Харьковского горкома партии Владимиру Рыбалову пришёл православный священник Россахацкий. 24 августа [церковь в источнике не указана] он провёл благодарственный молебен по случаю освобождения города Красной Армией от немецко-фашистских захватчиков, после которого прихожане пожертвовали на военные нужды около 40 тысяч рублей. Священник спрашивал, что делать с деньгами. На следующий день все деньги были сданы в Госбанк на нужды фронта.

## Последствия оккупации
- Харьков стал самым разрушенным из всех крупных городов СССР после Сталинграда[16].

Город истерзан и перенёс нечеловеческие муки… Фашистские варвары сожгли почти все институты, кинотеатры, музеи. Разрушено 50 % жилого фонда. Сейчас город ожил, многие уже работают на восстановленных заводах. Жители получают регулярно хлеб, скоро получат воду… По улицам города пойдут трамваи. Харьков возвратился к жизни.

Из воспоминаний жителей Харькова. 1943 г.

- Постоянное население города уменьшилось минимум на 700 тысяч человек. С учётом беженцев с которыми население до оккупации составило 1.2-1.3 млн человек на миллион и больше[17] По данным советских властей 120 тыс. человек, в большинстве своем молодежь, были угнаны в рабство в Германию; около 70-80 тыс. погибли от голода, холода и лишений, особенно в зиму 1941/42 г.; около 30 тыс. было убито немцами, включая 16 тыс. оставшихся в Харькове евреев (мужчин, женщин и детей), остальные скрылись в деревнях. По данным Александра Верта эти данные о погибших от голода и т. п., как и данные о расстрелянных жителях — неевреях, были незначительно преувеличены, а данные об отправленных в рабство в Германию были занижены[18].
- Было полностью истреблено еврейское население Харькова, попавшее в оккупацию, составлявшее до войны 19,6 % населения города.

## Харьковский судебный процесс над немецкими военными преступниками
15—18 декабря 1943 года состоялся «Харьковский процесс» — первый в мире процесс против немецких военных преступников. Он создал юридический прецедент, закрепленный позже Нюрнбергским трибуналом: «Приказ не освобождает от ответственности за геноцид». Судили трех гитлеровцев (капитана Вильгельма Ландхельда, унтер-штурмфюрера СС Ганса Рица, старшего ефрейтора немецкой тайной полевой полиции Рейнгарда Рецлава) и одного коллаборациониста (водителя «душегубки» М. П. Буланова), виновных в массовом уничтожении жителей города. В присутствии 40 тыс. харьковчан преступники были повешены на Благовещенском рынке, где ранее оккупанты сами проводили массовые казни.

## Личности времён оккупации

### Оккупанты и коллаборационисты
- Эрвин Фиров — первый комендант оккупированного Харькова.
- Александр Семененко — бургомистр оккупированного Харькова.
- Алексей Крамаренко — бургомистр оккупированного Харькова.
- Павел Козакевич — последний обер-бургомистр Харькова во время его 2-й оккупации весной 1943 г.
- Александр Посевин — командир одного из подразделений харьковской полиции, разоблачён и казнён в 1988 году.
- Любченко, Аркадий Афанасьевич — украинский писатель, активный сотрудник оккупационной прессы
- Сосновый, Степан Николаевич — агроном, публиковавший в оккупационной прессе статистику голода 1932—1933 гг.

### Советское подполье и разведка
- Иван Бакулин — секретарь подпольного обкома партии (расстрелян).
- Александр Зубарев — секретарь подпольного обкома комсомола (расстрелян).
- Галина Никитина — связная подпольного райкома комсомола (повешена).
- Виктор Петров — советский разведчик, работавший в оккупированном Харькове.
- Кондрат Полуведько — советский разведчик, работавший в оккупированном Харькове (расстрелян).

### Жившие в оккупации
- Ольга Багалей-Татаринова — была насмерть сбита автомобилем оккупационных властей.
- Алексей Бекетов — умер в оккупации.
- Йожеф Браун — расстрелян при ликвидации Харьковского гетто.
- Исаак Букиник — расстрелян при ликвидации Харьковского гетто.
- Николай Бурачек — умер в оккупации.
- Борис Гмыря
- Людмила Гурченко
- Николай Какушкин — казнён за отказ сотрудничать с оккупационной властью.
- Лев Николаев
- Александр Никольский — умер в оккупации.
- Николай Сличенко
- Николай Уваров — умер от голода.
- Владимир Фомин — казнён за укрывательство еврея.
- Михаил Шевандин — казнён за отказ сотрудничать с оккупационной властью.
- Виктор Эстрович — расстрелян при ликвидации Харьковского гетто.

### Фото- и кинохроника
- Фронтовая Иллюстрация: бои за Харьков в мае 1942. web.archive.org. Дата обращения: 12 октября 2008.
- Кинохроника Deutsche Wochenschau: Oct.1941 — Kharkov I. Архивировано 12 апреля 2021 года., Waffen-SS March 1943 — Kharkov III. Дата обращения: 17 ноября 2009. Архивировано 23 сентября 2016 года.
- Кинохроника Degeto Weltspiegel: Kharkov II ч.1. Архивировано 23 апреля 2015 года., Kharkov II ч.2. Дата обращения: 17 ноября 2009. Архивировано 23 апреля 2015 года.
- Март 1943 года в Харькове. web.archive.org. Дата обращения: 4 марта 2016.
- Істория украЇнських земель. Слобожанщина. Частина 5. Німецька окупація Харкова (укр.). (студія «Бабич-дизайн», телеканал «Інтер»)]
- Харьков 1941-1943... Фотоальбом на основе архивных материалов. / авторы-составители Виктор Зильбельберг, Владимир Бысов. — Харьков: Золотые страницы, 2009. — 112 с. — 2000 экз. — ISBN 978-966-400-144-8.

## Компьютерные игры
- Фирма «Бука» в 2007 году выпустила танковый симулятор «Стальная ярость: Харьков 1942» (май 1942).
- Фирма «Сноуболл» в 2009 году выпустила военный тактический симулятор «Линия фронта: Битва за Харьков». Архивировано 27 июля 2009 года. (март 1943).